# 達莉亞·斯皮里多諾娃
達莉亞·斯皮里多諾娃（俄语：Дарья Сергеевна Спиридонова，1998年7月8日—）是俄羅斯女子競技體操運動員，2016年里約奧運體操女子團體銀牌。
2014年世界體操錦標賽，獲得高低槓－銅牌（第三名）。
曾在2015年世界體操錦標賽高低槓項目上與另外三名選手獲得並列冠軍。